# Tetsuya Asano
Tetsuya Asano (浅野 哲也 Asano Tetsuya?,  nacido el 23 de febrero de 1967 en Hokota, Kashima, Ibaraki) es un exfutbolista japonés que se desempeñaba como centrocampista.
Asano jugó 8 veces para la Selección de fútbol de Japón entre 1991 y 1994.

## Trayectoria

### Clubes
| Club                 | País  | Año         |
| -------------------- | ----- | ----------- |
| Toyota Shukyu-Dan    | Japón | 1985 - 1986 |
| Nagoya Grampus Eight | Japón | 1987 - 1999 |
| Urawa Red Diamonds   | Japón | 1994        |
| FC Tokyo             | Japón | 2000        |
| Kawasaki Frontale    | Japón | 2001        |

### Selección nacional
| Selección | País  | Año         |
| --------- | ----- | ----------- |
| Absoluta  | Japón | 1991 - 1994 |

## Estadística de equipo nacional
| Selección de Japón | Selección de Japón | Selección de Japón |
| Año                | Part.              | Goles              |
| ------------------ | ------------------ | ------------------ |
| 1991               | 2                  | 0                  |
| 1992               | 3                  | 0                  |
| 1993               | 0                  | 0                  |
| 1994               | 3                  | 1                  |
| Total              | 8                  | 1                  |

## Palmarés

### Títulos nacionales
| Título             | Club                 | País  | Año  |
| ------------------ | -------------------- | ----- | ---- |
| Copa del Emperador | Nagoya Grampus Eight | Japón | 1995 |
| Copa del Emperador | Nagoya Grampus Eight | Japón | 1999 |